# Klaxåsen
Klaxåsen är en liten by i Rätans distrikt (Rätans socken) i Bergs kommun i södra Jämtland, nära gränsen till Härjedalen. Byn ligger intill ån Hoan. 2017 hade byn fem bofasta invånare.
En pilgrimsled, Kårböleleden, går genom byn, och här har enligt sägnen stått ett kapell som föregick Rätans kyrka. Under hösten 2007 och våren 2008 genomförde Jamtli en arkeologisk utgrävning i byn, på en av lokalbefolkningen utpekad plats, i syfte att fastställa om där funnits någon kyrka eller kapell. Utgrävningarna visade att på den platsen har ingen kyrka stått.
Enligt lokal tradition har byn varit bebodd sedan 800-talet, då nybyggare ska ha kommit söderifrån, bestigit ett berg och tänt en vårdkase. När inga andra vårdkasar kunde ses som svar ansåg man marken vara fri att bebygga och slog sig ner. Marken runt byn ska ha varit rik på myrmalm och kittlar i järn tillverkade av malmen ska ha haft gott rykte under medeltiden.
Namnet ska från början varit Staa (vilket betyder plats) med ska med tiden ha ändrats till Kluxås som sedan blev Klaxåsen, efter sägnen om att pilgrimskapellet vid Jämtlands erövring av Sverre Sigurdsson 1178 sänkt kyrkklockan (och eventuellt också kyrksilver) i en ava (en typ av vik) i ån Hoan för att undvika plundring av Sverres män då de kom längs pilgrimsleden från Hälsingland.
De första skatteskrivningarna i byn är från tiondelängden 1565, då två gårdar om ett tunnland var listas i byn.
Under Baltzarfejden 1611-1613 flydde bägge gårdarnas ägare till Trondheim och undvek därmed att förlora sin jord under räfsten mot jämtarna efter att de dansk-norska myndigheterna återvänt och ställde de jämtländska bönder som tvingats att svära trohetsed mot svenska kronan inför rätta.